# قرار مجلس الأمن التابع للأمم المتحدة رقم 73
أشار قرار مجلس الأمن التابع للأمم المتحدة رقم 73، والمعتمد في 11 أغسطس 1949، إلى ارتياحه إلى اتفاقيات الهدنة بين الأطراف المشاركة في نزاع عام 1948 في فلسطين، ثم أعرب عن أمله في التوصل إلى تسوية نهائية لجميع المسائل العالقة بين الطرفين. وأعفى القرار وسيط العمل في فلسطين، حيث أن مهامه قد تم الوفاء بها، وطلب من الأمين العام ترتيب الخدمة المستمرة لموظفي هيئة الإشراف على الهدنة الحالية حسبما قد يكون مطلوبًا في مراقبة والحفاظ على وقف أطلاق النار والهدنات. كما طالب القرار بأن يقدم رئيس أركان هيئة مراقبة الهدنة تقريراً إلى المجلس حول احترام وقف إطلاق النار.
اعتمد القرار بتسعة أصوات؛ امتنعت أوكرانيا والاتحاد السوفياتي.